# Kim Ye-won (cantante)
Kim Ye-won (5 de diciembre de 1989), conocida también como Yewon, es una actriz y cantante surcoreana.

## Carrera
Debutó en 2011 como miembro del grupo K-pop Jewelry.
Junto a su carrera como cantante también participó en televisión en dramas, comedias y espectáculos de variedades. Después de que el grupo se disolviese a principios de 2015, se unió a la cuarta temporada del reality show We Got Married, como pareja del cantante Henry Lau.
Se confirmó que su contrato con Star Empire Entertainment vencía a finales de octubre de 2016. Firmó con la agencia Jellyfish Entertainment en noviembre de 2016.

## Filmografía

### Cine
| Año  | Título                        | Papel | Notas        |
| ---- | ----------------------------- | ----- | ------------ |
| 2013 | Los gladiadores de Roma en 3D | Diana | voz, doblaje |

### Series de televisión
| Año  | Título                                       | Red      | Rol           | Notas                     |
| ---- | -------------------------------------------- | -------- | ------------- | ------------------------- |
| 2011 | Oh My God                                    | SBS Plus | Kim Ye-won    |                           |
| 2012 | Oh My God - Season 2                         | SBS E    | Kim Ye-won    |                           |
| 2012 | Standby                                      | MBC      | Kim Ye-won    |                           |
| 2012 | Reply 1997                                   | tvN      | Sung Song-joo | Cameo / Episodios 3-4 y 9 |
| 2013 | The Clinic for Married Couples: Love and War | KBS2     | Yoo Eun-chae  | Episodio 62 "Fair Love"   |
| 2013 | Pure Love                                    | KBS2     |               | Cameo                     |
| 2013 | Miss Korea                                   | MBC      | Lee Young-sun |                           |
| 2014 | Hotel King                                   | MBC      | Yoon Da-jung  |                           |
| 2014 | Plus Nine Boys                               | tvN      | host/radio DJ | Cameo / Episodio 1        |
| 2018 | What’s Wrong With Secretary Kim?             | tvN      | Sul Ma-eum    | Personaje recurrente      |
| 2018 | Feel Good to Die                             | KBS2     | Yoon-mi       | Personaje recurrente      |
| 2019 | Class of Lies                                | OCN      | Sin Hye-soo   | Personaje recurrente      |
| 2020 | Miss Lee Knows                               | MBC      |               | personaje recurrente      |
| 2024 | Wedding Impossible                           | tvN      | Ahn Se-jin    | [ 18 ]                    |

### Espectáculo de variedades
| Año       | Título                                                  | Red          | Rol          | Notas         |
| --------- | ------------------------------------------------------- | ------------ | ------------ | ------------- |
| 2011-2013 | Gourmet Road                                            | Y-Star       |              |               |
| 2011      | Idol Chart Show                                         | Mnet         |              |               |
| 2011      | Star King                                               | SBS          |              |               |
| 2011      | Young Street                                            | SBS Power FM | DJ           |               |
| 2011-2012 | Invincible Youth - Season 2                             | KBS2         | elenco       |               |
| 2012-2013 | The Romantic & Idol - Season 2                          | tvN          |              |               |
| 2013      | Awkward School                                          | Tooniverse   |              |               |
| 2013      | Millionaire Game: My Turn                               | tvN          |              |               |
| 2013      | Chuseok Special: Star Love Village                      | SBS          |              |               |
| 2014      | A Celebrity Is Living in Our House                      | MBC Every 1  |              |               |
| 2014      | Awkward School 2                                        | Tooniverse   |              |               |
| 2014      | The Tree That Won't Fall Even If You Strike It 10 Times | XTM          |              |               |
| 2015      | My House                                                | jTBC         | Presentadora |               |
| 2015      | Three Wheels                                            | MBC          |              |               |
| 2015      | Hiking with You                                         | Beyond Donga |              |               |
| 2015      | We Got Married Season 4                                 | MBC          | elenco       | con Henry Lau |
| 2016      | Saturday Night Live Korea                               | tvN          | elenco       |               |